# Piero della Francesca
Piero della Francesca, rojen kot Piero di Benedetto de' Franceschi, italijanski slikar zgodnje renesanse, matematik in geometer,  * ok. 1415, † 12. oktober 1492.
Danes je Piero della Francesca cenjen predvsem zaradi svoje likovne umetnosti. Za njegovo slikarstvo je značilen miren humanizem, uporaba geometrijskih oblik in perspektive. Njegovo najbolj znano delo je cikel fresk »Križeva legenda« v cerkvi San Francesco v toskanskem mestu Arezzo.
Leta 1497 je bil opisan kot »monarh našega časa v slikarstvu in arhitekturi« in biograf Giorgio Vasari mu je namenil veliko pohval dve generaciji kasneje. V 20. stoletju je bil Pierova kariera rekonstruirana in njegov položaj ponovno ocenjen, kar mu daje ustrezno mesto tako v znanosti kot poeziji svoje umetnosti.

## Zgodnja leta
Dokumentirana dejstva o življenju Piero della Francesca so redka. Omogočajo dokaj natančno rekonstrukcijo njegove kariere in zanimanj, ne pa tudi natančno kronologijo njegovih ohranjenih slik.
Piero se je rodil v mestu Borgo Sansepolcro, danes v Toskani (kjer je tudi umrl), očetu Benedettu de'Franceschi, obrtniku in materi Romani di Perino da Monterchi iz florentinske in toskanske plemiške družine Franceschi.
Verjetno je bil vajenec pri lokalnem slikarju Antoniu di Giovanni d'Anghiari, saj je v dokumentih o plačilih razbrati, da je delal za Antonia v letih 1432 do maja 1438. Poleg tega je gotovo, da je v mladosti delal za sienske umetnike, ki so delovali v Sansepolcro (npr. Sassetta). Leta 1439 je Piero skupaj z Domenicom Venezianom prejel plačilo za svoje delo na freskah v cerkvi Svetega Egidija v Firencah, ki so se izgubile. V Firencah se je moral izpolnjevati pri vodilnih mojstrih, kot so bili Fra Angelico, Luca della Robbia, Donatello in Brunelleschi. Klasicizem na Masacciovih freskah in njihova mogočna sporočila v kraju Santa Maria del Carmine je bil zanj prav tako pomemben vir navdiha. Datiranje Pierovih del je težko, ker se je njegov stil razvil šele v zadnjih letih.

## Zrela leta
Leta 1442 je bil Piero della Francesca naveden na seznamu Mestnega sveta v San Sepolcro. Tri leta pozneje je prejel plačilo za oltar cerkve Misericordia v San Sepolcro (tudi za delo Madonna della Misericordia), ki je bila dokončana v zgodnjih 1460-tih. Leta 1449 je izdelal več fresk v Castello Estense in za cerkev Sant'Andrea v Ferrari, vse so tudi izgubljene. Njegov vpliv je bil še posebej močan na kasnejša ferrarska alegorična dela Cosima Tura.
Dve leti pozneje je bil v Riminiju, kjer je delal za kondotjera Sigismonda Pandolfa Malatesta. Leta 1451 je izdelal znamenito fresko Svetega Sigismunda in Sigismonda Pandolfo Malatesta v Tempio Malatestiano, kakor tudi Sigismondov portret. V Riminiju Piero sreča slavnega renesančnega matematika in arhitekta Leona Battisto Albertija, ki je preoblikoval Tempio Malatestiano. Zatem je bil Piero della Francesca aktiven v Anconi, Pesaru in Bologni.
Leta 1454 je podpisal pogodbo za poliptih v cerkvi Sant'Agostino v Sansepolcru. Osrednji panel tega poliptiha je izgubljen, štiri krilne plošče s prezentacijami svetnikov pa so razpršene po vsem svetu. Nekaj let kasneje ga je poklical papež Nikolaj V. in preselil se je v Rim. Tu je izdelal freske v baziliki Santa Maria Maggiore od katerih so ostali le fragmenti. Dve leti kasneje je bil spet v papeškem mestu in delal freske v vatikanski palači, ki so bile tudi uničene.
Kristusov krst, sedaj v Narodni galeriji v Londonu, je bil narejen okoli leta 1460 za glavnim oltarjem v cerkvi samostana S. Giovanni Battista v San Sepolcro. Druga pomembna dela Piera della Francesca so freske Vstajenje v Sansepolcru in Madonna del Parto v Monterchi blizu Sansepolcra.

## Freske v baziliki San Francesco v Arezzu
Leta 1452 je bil Piero della Francesca pozvan v Arezzo, da bi zamenjal Bicci di Lorenza pri slikanju freske v baziliki sv. Frančiška. Delo je bilo končano pred letom 1466, verjetno med letoma 1452 in 1456. Cikel fresk upodablja Legendo Pravega križa in jih štejejo med večje mojstrovine renesančnega slikarstva. Zgodba v teh freskah izhaja iz legendarnih srednjeveških virov kot na primer: kako so našli lesene relikvije Svetega križa. Te zgodbe so bila zbrane v »Zlate legende« Jacopa da Varazze (Jacopo da Varagine) iz sredine 13. stoletja.

## Dejavnost v Urbinu
Med letoma 1469 in 1486 je Piero della Francesca večkrat delal v službi grofa Federica III. da Montefeltra (vojvoda v letu 1474). Bičanje Kristusa velja za Pierovo najstarejše delo v Urbinu (datirano okoli 1455–1470). To je ena izmed najbolj znanih in kontroverznih slik zgodnje renesanse. Na tej sliki je še posebej vidna mojstrska uporaba linearne perspektive. Z njo usmeri pozornost iz sprednjih treh figur, ki se pogovarjajo, na Kristusa v ozadju in s tem ustvari čustveno napetost.
Drugo poznano delo naslikano v Urbinu je dvojni portret Federica in njegove žene Battiste Sforza, ki je sedaj v galeriji Uffizi. Navdih za portreta v profilu je dobil iz velike bronaste medalje z uradnimi portreti Fedederica in njegove žene. Druga dela v Urbinu so monumentalna oltarna slika Montefeltra, sedaj v Pinakoteki Brera v Milanu in verjetno tudi Madonna di Senigallia, sedaj v Narodni galeriji v Urbinu.
V Urbinu Piero sreča slikarje Melozzo da Forli, Fra Carnevale in Flamca Justusa van Genta (ali Joos van Wassenhove ali Giusto di Gant), matematika Fra Luca Paciolija, arhitekta Francesca di Giorgio Martinija in verjetno tudi Leona Battista Albertija.

## Poznejša leta
Zadnji dve desetletji je Piero preživel v San Sepolcro, kjer so bile slike, ki so se do zdaj izgubile, narejene po lokalnih cerkvah v letih 1474 in 1478. Leta 1480 je Piero postal prior Confraternita di San Bartolomeo. Med redkimi ohranjenimi slikami iz tega obdobja so: Rojstvo (sedaj v Londonu), Madonna iz cerkve na Sta. Maria delle Grazie v bližini Senigallia, ki je zdaj v Urbinu in nerodno izdelan oltar v Perugii, Madona z otrokom in svetniki.
V poznejših letih slikarja kot sta Perugino in Luca Signorelli pogosto obiskujeta delavnico Piero della Francesca. Piero je najel hišo v Riminiju leta 1482. Domneva se, da je pri starosti šestdeset let oslepel, a je to vprašljivo, saj je leta 1485 zaključil Razpravo o perspektivi in geometriji, ki jo je posvetil s svojim lepim rokopisom Guidobaldu da Montefeltro, sinu in dediču vojvode Federica. Piero je napisal svojo oporoko leta 1487 in pet let pozneje, 12. oktobra 1492, umrl v svoji hiši v San Sepolcro. Svoje premoženje je zapustil svoji družini in cerkvi.

## Delo v matematiki in geometriji
Njegovo zanimanje za teoretične študije perspektive in njegov razmišljujoč pristop k slikanju so očitne teme v vseh njegovih delih. Tri razprave, ki jih je Piero napisal so dale osnovo sodobni matematiki: Abacus (Trattato d'Abaco), Kratka knjiga o petih pravilnih poliedrih (Libellus de Quinque Corporibus Regularibus), ki izhaja iz Platona in Pitagore in se ukvarja s pojmom popolne razsežnosti in Perspektive v slikarstvu (De Prospectiva Pingendi). Predmeti zajeti v teh spisih so aritmetika, algebra, geometrija in inovativno delo v obeh geometrija poliedrov in perspektiva. V številnih temah in načinu organizacije, knjiga sledi Albertiju in starogrškemu geometru Evklidu. Glavni rokopis (je v Parmi - Biblioteca Palatina) je bil napisan na roko, ki ga je umetnik napisal sam in ki ga je opremil z diagrami, geometrijskimi liki in primeri perspektiv.
Veliko tega dela so kasneje uporabljali tudi drugi, predvsem Luca Pacioli. Pierovo delo se o geometriji poliedrov pojavi v Paciolijevi De Divina proportione, delo je ilustriral Leonardo da Vinci.
V poznih 1450-tih je Piero della Francesca napisal in ilustriral knjige O krogli in valju, Merjenje kroga, Konoida in sferoid, Spirale, Ravnotežje ploskev, Kvadratura parabol in Psammites. Rokopis vsebuje 82 listov. Hranijo jih v zbirki Biblioteca Riccardiana.

## Navdihi
Bohuslav Martinů je napisal tri kratka dela za orkester z naslovom Les Fresques de Piero della Francesca. Pod vodstvom Rafaela Kubelika jih je izvedla Dunajska filharmonija na salzburškem festivalu leta 1956.
Pierova geometrična popolnost in skorajda čarobno vzdušje svetlobe v njegovem slikarstvu je navdihnilo marsikaterega sodobnega slikarja (Giorgio de Chirica, Massimo Campigli, Felice Casorati in Balthus).